# Jaltomata viridiflora
Jaltomata viridiflora là loài thực vật có hoa trong họ Cà. Loài này được (Kunth) M. Nee & Mione mô tả khoa học đầu tiên năm 1993.